# Carrer de Sant Vicent Màrtir
El carrer de Sant Vicent Màrtir és una via urbana de València i un dels carrers més antics i llargs de la ciutat amb més de tres quilòmetres de longitud. Naix a la plaça de la Reina al centre històric de la ciutat i finalitza a l'inici de la carretera CV-400 ("Avinguda del Sud") al sud de la ciutat. Rep el nom de Sant Vicent Màrtir, patró de la ciutat, nascut a Saragossa i mort a València l'any 304 després d'un dur martiri. Durant la segona república el carrer fou conegut com a carrer de Largo Caballero.

## Traçat i punts emblemàtics

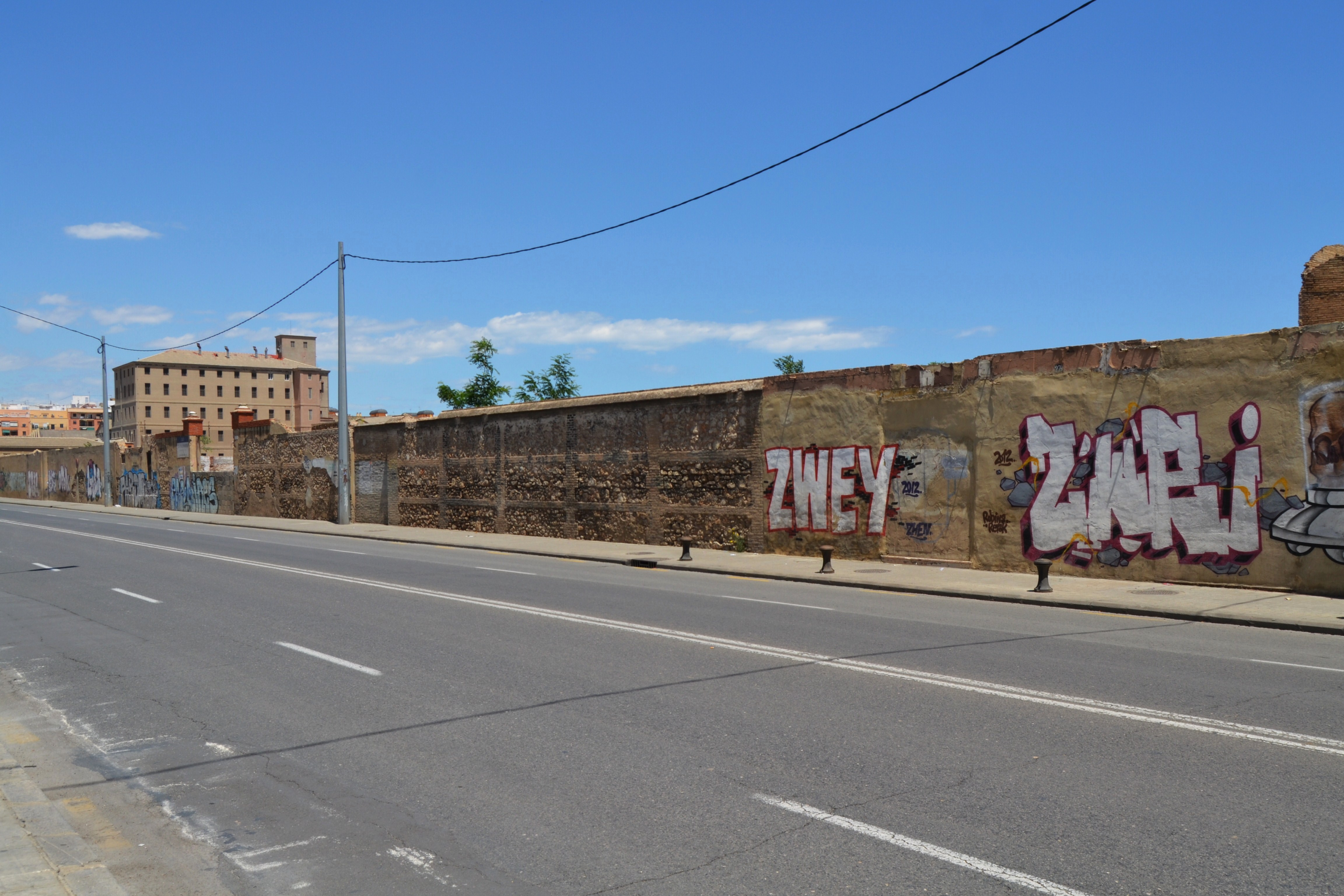
Carrer Sant Vicent pel barri de la Creu Coberta

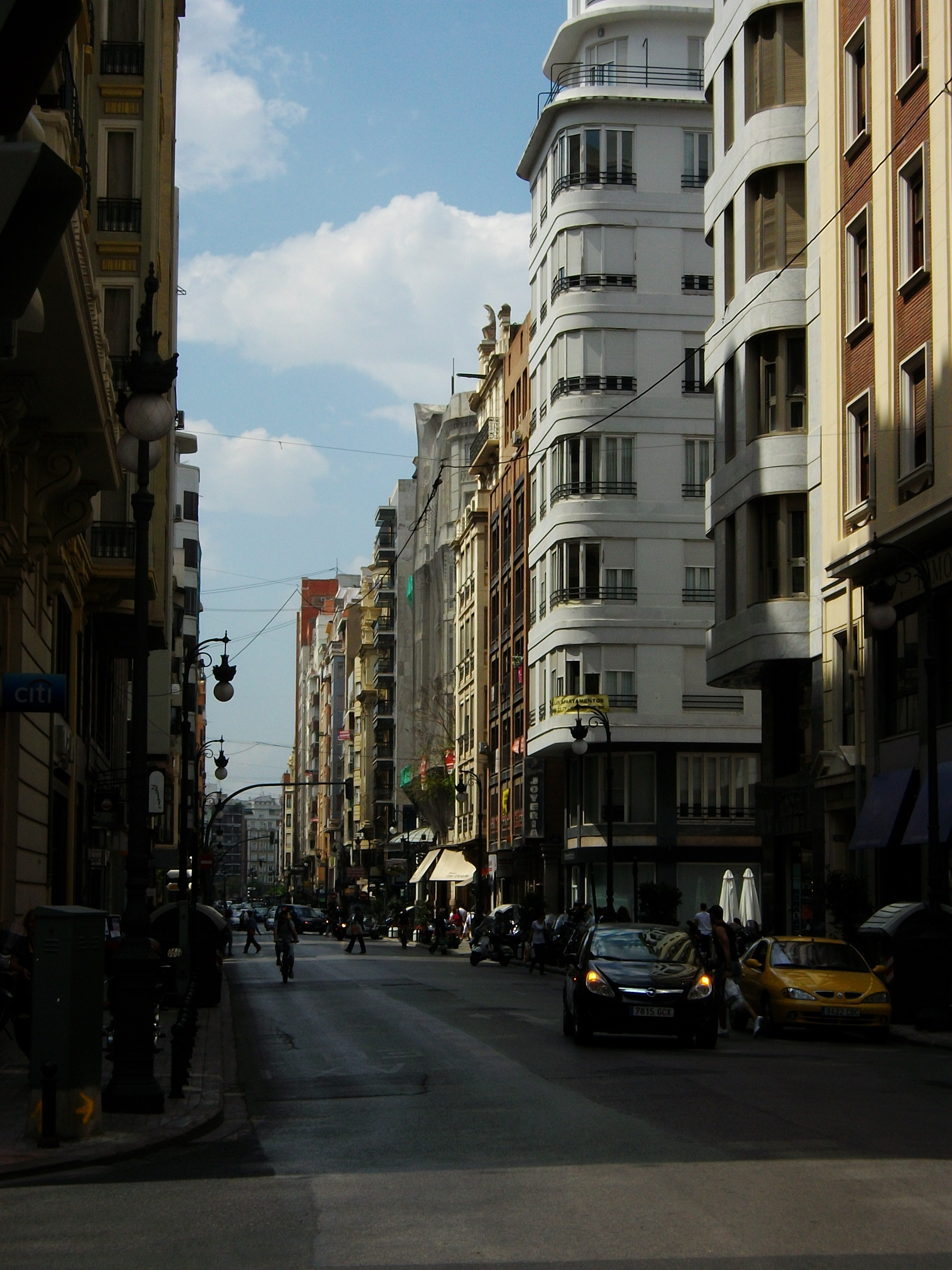
Carrer Sant Vicent des de la plaça de l'Ajuntament

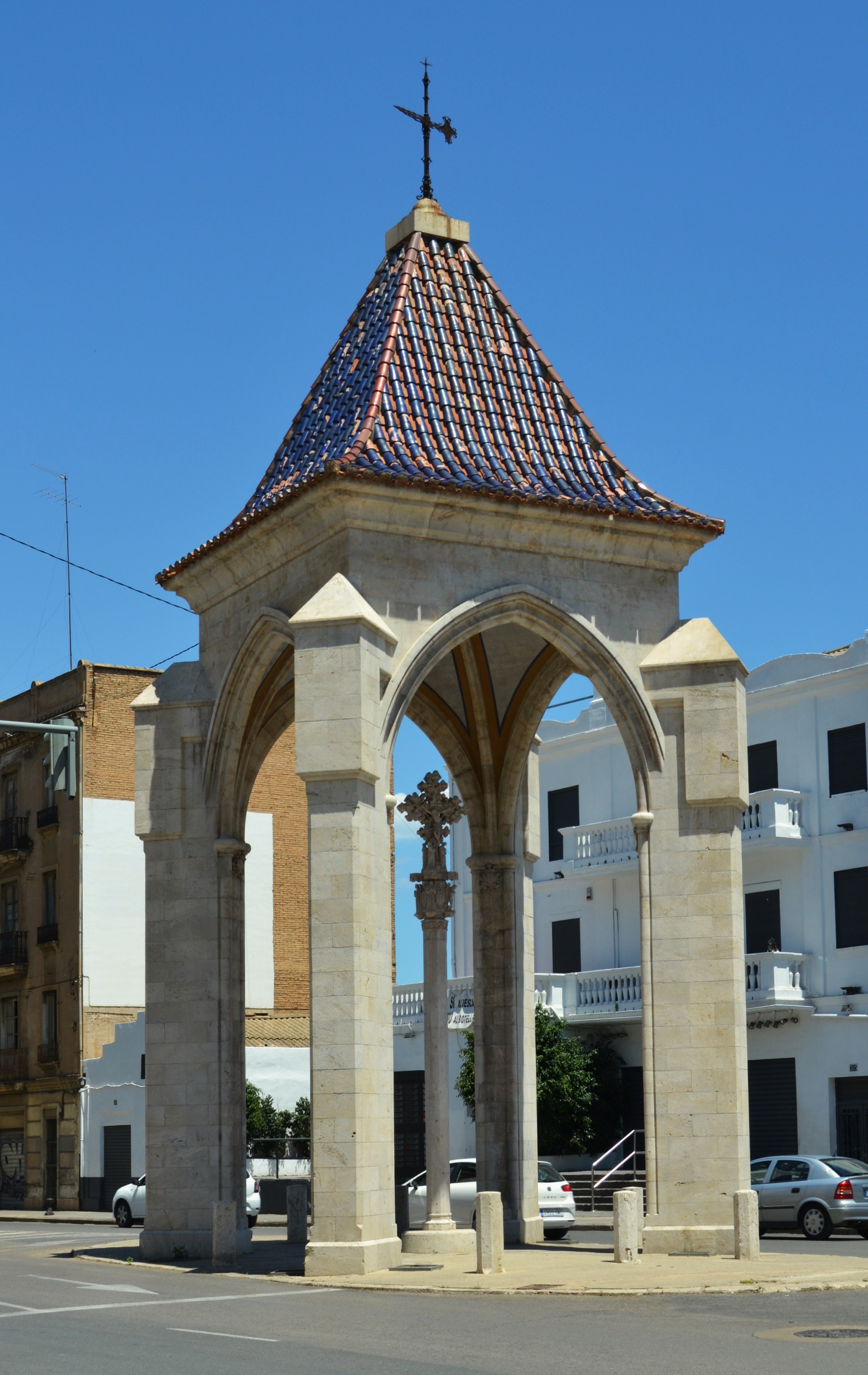
Creu Coberta

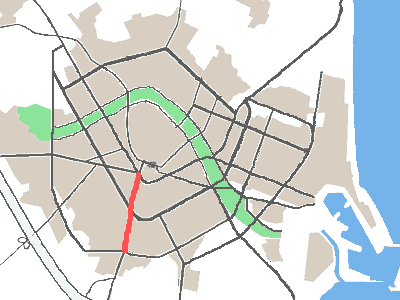
Localització del tram sud del carrer de Sant Vicent Màrtir

Al llarg del seu recorregut s'encreua amb el cantó nord de la plaça de l'Ajuntament, travessa places com la plaça de Sant Agustí i la plaça d'Espanya, i s'encreua amb els extrems del carrer de Xàtiva i del carrer de Guillem de Castro, amb la Gran Via de Ramón y Cajal, l'avinguda de Giorgeta i la Ronda Sud de València.
Parteix del barri de La Seu al districte de la Ciutat Vella, i separa els barris d'El Mercat i de Sant Francesc. Passa per La Roqueta i Arrancapins del districte d'Extramurs, i després pel districte de Jesús amb els barris de La Raïosa, La Creu Coberta, i limita amb Sant Marcel·lí i el Camí Real.
Al tram cèntric del carrer es troben l'església de Sant Martí, el teatre Olympia i l'església de Sant Agustí. Al districte d'Extramurs es troba l'antic monestir i l'església de Sant Vicent de la Roqueta, l'escultura "Monument al Cid Campeador", obra de 1964 de l'escultor extremeny Juan de Ávalos situat a la plaça d'Espanya, i l'Estació de València-Joaquim Sorolla de l'AVE i llarga distància. Dins el districte de Jesús hi ha la Creu Coberta del segle xiv, restaurada i reconstruïda l'any 1898.
L'estació de Xàtiva de les línies 3 i 5 de MetroValencia és una de les més pròximes al carrer, mentre que l'estació de Plaça d'Espanya de la línia 1 és baix la mateixa plaça. L'estació de Joaquim Sorolla (línies 1 i 5) es troba també a les proximitats l'estació de l'AVE.

## Història
El carrer se situa sobre l'antic traçat de la Via Augusta, important via de comunicació a l'Imperi Romà entre Roma i les Columnes d'Hèrcules a l'estret de Gibraltar. El carrer travessava la colònia Valentia Edetanorum i marxava direcció sud.
Després amb l'ocupació musulmana de la ciutat entre 711 i 1238 passava baix el portal de "Bab Baytala" de la muralla àrab, a l'altura de l'actual plaça de Marià Benlliure. Després de la conquesta de València el 1238 per part del rei Jaume I el Conqueridor a la Corona d'Aragó, la nova muralla medieval tenia el "Portal de Sant Vicent" a l'actual plaça de Sant Agustí.
L'església de Sant Vicent de la Roqueta és just sobre un monticle de roca on es construí un "martyrium" sobre la tomba del diaca Vicent.
El carrer va ser també el Camí Real de València a Xàtiva i Madrid, per tant comunicava la ciutat amb els pobles de L'Horta Sud com la pedania de La Torre i termes municipals dels pobles de Benetússer, Alfafar, Massanassa, Catarroja, Albal, Beniparrell i Silla abans d'arribar a la comarca de La Ribera Alta. En l'actualitat el carrer al seu pas per aquests municipis ha sigut desdoblat per l'autovia V-31 i per la carretera CV-400 o avinguda del Sud.